# Hudzjand
Hudzjand (tadzjikiska: Хуҷанд, tidigare translittererat Chudzjand ryska: Худжанд), är den näst största staden i Tadzjikistan, belägen i Ferganadalens västra ände i den nordligaste delen av landet på båda sidor floden Syr-Darja. Staden hade cirka 196 000 invånare 2020 (förutom tadzjiker även många uzbeker). Hudzjand är huvudort i den tadzjikiska provinsen Sughd.
Staden är mycket gammal och har rötter i den garnisonsstad, Alexandria Eschate ("det avlägsnaste Alexandria"), som Alexander den store anlade år 329 f.Kr. på platsen för den största av de sju akemenidiska fästningar som han erövrat i regionen. Staden var sedan ett viktigt handelscentrum längs Sidenvägen och kontrollerade vägen till den bördiga Ferganadalen från väster. Hudzjand erövrades av araberna på 700-talet, av mongolerna på 1200-talet och av ryssarna 1866.

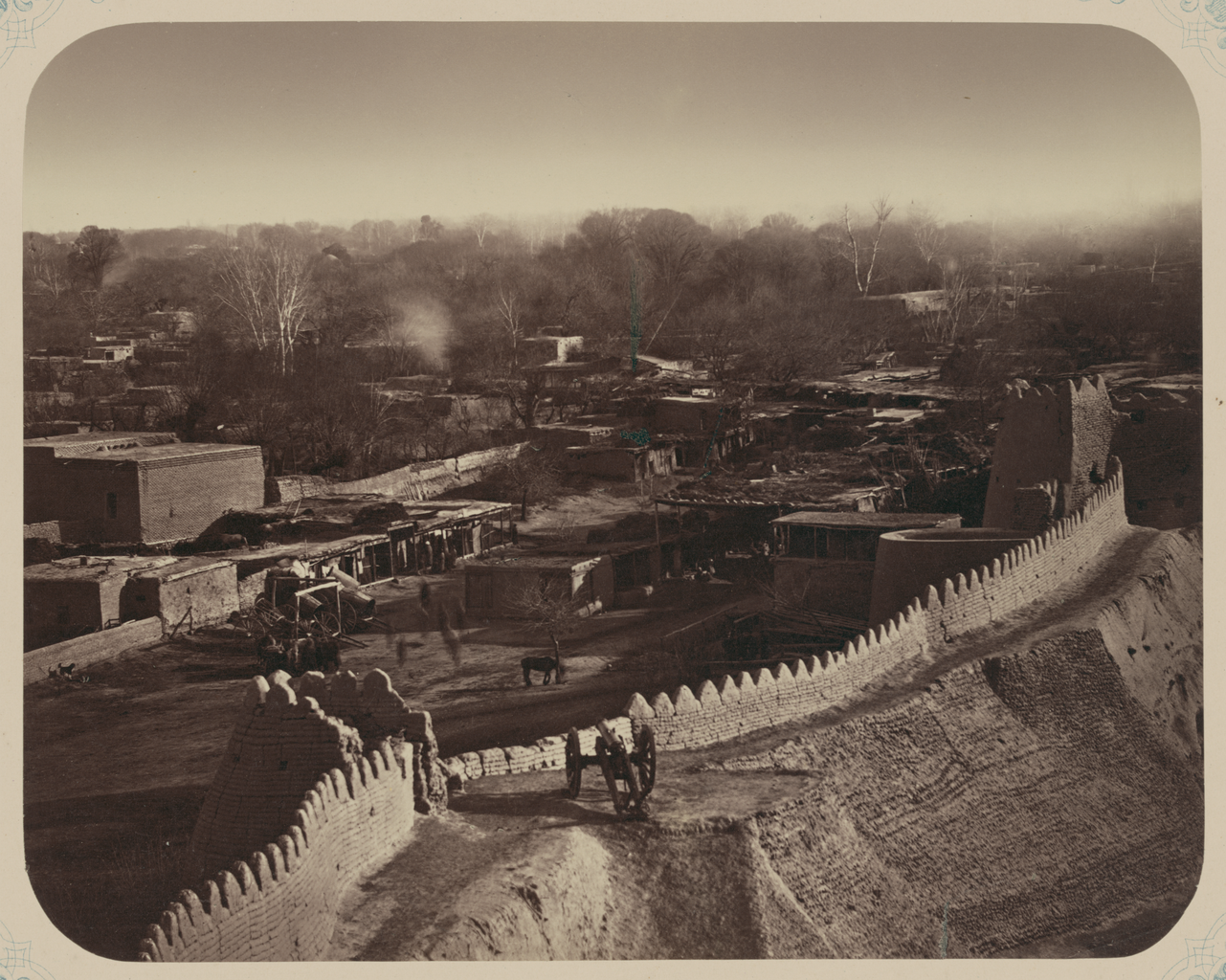
Hudzjand under 1860-talet.

Som en del av Sovjetunionen (från 1924) var staden först del av Uzbekiska SSR men år 1929 blev den en del av Tadzjikiska SSR. Mellan 1936 och 1991 hette staden Leninabad (ryska: Ленинабад, på tadzjikiska: Ленинобод: Leninobod). Staden klarade sig, tack vare sitt skyddade läge, nästan helt undan striderna under inbördeskriget i Tadzjikistan 1992–1997.
Hudzjand har många industrier, bland annat ett stort silkesspinneri, bomullsbearbetning, metallindustri och konservering av mat.

## Befolkningsutveckling
| Befolkningsutvecklingen i Hudzjand 1897–2020 | Befolkningsutvecklingen i Hudzjand 1897–2020 | Befolkningsutvecklingen i Hudzjand 1897–2020 | Befolkningsutvecklingen i Hudzjand 1897–2020 | Befolkningsutvecklingen i Hudzjand 1897–2020 |
| -------------------------------------------- | -------------------------------------------- | -------------------------------------------- | -------------------------------------------- | -------------------------------------------- |
|                                              |                                              |                                              |                                              |                                              |
| År                                           |                                              |                                              | Folkmängd                                    |                                              |
| 1897                                         | 1897                                         |                                              | 30 100                                       |                                              |
| 1907                                         | 1907                                         |                                              | 36 200                                       |                                              |
| 1916                                         | 1916                                         |                                              | 41 600                                       |                                              |
| 1920                                         | 1920                                         |                                              | 34 000                                       |                                              |
| 1926                                         | 1926                                         |                                              | 37 100                                       |                                              |
| 1929                                         | 1929                                         |                                              | 40 000                                       |                                              |
| 1939                                         | 1939                                         |                                              | 45 500                                       |                                              |
| 1959                                         | 1959                                         |                                              | 77 500                                       |                                              |
| 1970                                         | 1970                                         |                                              | 103 000                                      |                                              |
| 1974                                         | 1974                                         |                                              | 112 000                                      |                                              |
| 1989                                         | 1989                                         |                                              | 170 000                                      |                                              |
| 1999                                         | 1999                                         |                                              | 160 000                                      |                                              |
| 2009                                         | 2009                                         |                                              | 155 000                                      |                                              |
| 2020                                         | 2020                                         |                                              | 196 427                                      |                                              |
|                                              |                                              |                                              |                                              |                                              |